# Гросето (округ)
Округ Гросето (итал. Provincia di Grosseto) је округ у оквиру покрајине Тоскана у средишњој Италији. Седиште округа и највеће градско насеље је истоимени град Гросето.
Површина округа је 4.504 км², а број становника 223.427 (2008. године).

## Природне одлике
Округ Гросето се налази у средишњем делу државе и на југу Тоскане. Округ је махом брдски са типичним тосканским пејзажом (виногради и маслињаци). На југу округ излази на Тиренско море, у које се уливају и две реке округа, Омброне и Албења.

## Становништво
По последњим проценама из 2008. године у округу Гросето живи преко 220.000 становника. Густина насељености је мала, нешто око 50 ст/км², што је више пута мање од државног и покрајинског просека. Међутим, Густина насељености је већа у јужној половини округа, која је нижа и окренута мору.
Поред претежног италијанског становништва у округу живе и одређени број досељеника из свих делова света.

## Општине и насеља
У округу Гросето постоји 28 општина (итал. Comuni).
Најважније градско насеље и седиште округа је град Гросето (76.000 ст.) у средишњем делу округа, а други по значају и величини је град Фолоника (22.000 ст.) у западном делу округа.